# Sin City (boekenserie)
Sin City is een serie comics geschreven door Frank Miller die zich afspelen in de fictieve stad Basin City.

## Geschiedenis
Het eerste verhaal verscheen in dertien afleveringen van april 1991 tot juni 1992. Het begon in een enkelvoudige uitgave getiteld Dark Horse 5th Anniversary Special  en ging verder in deel 51 tot en met 62 van de periodieke serie Dark Horse Presents (de eerste publicatie van Dark Horse Comics). De titel van dit eerste verhaal was ook Sin City. Later kreeg het de uitbreiding The Hard Goodbye in de naam. Een aantal andere verhalen van variërende lengte volgde. De verhalen hebben veel figuren gemeen en de plotlijnen van verschillende verhalen zijn vaak verstrengeld. In de wereld van Sin City is veel criminaliteit en prostitutie. Een citaat uit de boeken (en de film, zie verder): Walk down the right back alley in Sin City and you can find anything (Als je in Sin City de juiste steeg inloopt, kun je alles tegenkomen).
Op 1 april 2005 kwam de eerste Sin City-verfilming uit, gebaseerd op een aantal van de verhalen (The Hard Goodbye, The Big Fat Kill, That Yellow Bastard en een kort verhaal uit Booze, Broads and Bullets), geregisseerd door Robert Rodriguez en Frank Miller en met een scène geregisseerd door Quentin Tarantino, die als special guest director in de titels wordt vermeld. Voor de gelegenheid werden ook de verhalen herdrukt, met nieuwe omslagen ontworpen door Chipp Kidd en in een kleiner formaat. In 2014 volgde de sequel Sin City: A Dame to Kill For, hoofdzakelijk gebaseerd op het gelijknamige tweede boek van de serie.

## Personages
Mannen
- Marv: Marv is voornaamste personage in Sin City. Hij komt in vrijwel iedere verhaallijn voor en staat centraal in The Hard Goodbye. Marv is een grote, brede kerel met een met littekens bezet gezicht. Hij houdt van dure leren vesten en heeft altijd een kruisje rond zijn nek. Hij gaat geen gevecht uit de weg en verwondingen remmen hem amper af.
- Dwight McCarthy: Dwight is een clandestiene privédetective met een wild verleden. Hij staat centraal in A Dame to Kill for, The Big Fat Kill en Family Values. Dwight is voortdurend in conflict met zijn oerdriften, die hij koste wat het kost probeert te onderdrukken. Dwights manipulatieve ex-vrouw Ava Lord heeft hem verlaten, maar zijn liefde voor haar gaat zo diep dat ze hem nog steeds kan bespelen.
- John Hartigan: Hartigan is een rechercheur van middelbare leeftijd die zichzelf compleet wegcijfert in het belang van de mensen voor wie hij opkomt. Hij laat zich net als Marv amper tot niet afremmen door niet-fatale verwondingen. Hartigan staat centraal in That Yellow Bastard. Vlak voor zijn pensioen neemt Hartigan de taak op zich om te voorkomen dat Nancy Callahan het volgende slachtoffer wordt van de sadistische seriemoordenaar Roark Junior, door Hartigans toedoen in een latere fase ook bekend als That Yellow Bastard.
- Wallace: Wallace is een voormalig militair. Hij staat centraal in Hell and Back, waarin hij een vrouw redt van de verdrinkingsdood. Nadat zij ontvoerd wordt door misdaadbaas The Colonel, gaat hij eropuit om haar terug te halen.
- De familie Roark: De familie Roark is het machtigste gezelschap in Sin City. Verschillende leden bezetten hoge posities in de politiek, kerk en justitie en stellen zich ongestraft boven de wet. Seriemoordenaar Roark Junior is de zoon van senator Roark en wordt daarom door geen enkele instantie een strobreed in de weg gelegd. De krankzinnige moordenaar Kevin in The Hard Goodbye werk voor cardinaal Roark en geniet daarom eenzelfde soort privileges. Wie toch tegen een Roark of aanverwante ingaat, betaalt daarvoor de prijs.

Vrouwen
- Goldie: Goldie is de spil van 'The Hard Goodbye', alhoewel ze vermoord wordt aan het begin van het verhaal. Ze is een prostituee die weet dat andere prostituees verdwijnen. Daarom zoekt ze bescherming bij Marv. Marv kan  niet beletten dat Kevin haar vermoordt, aangezien hij te dronken was en gewoon verdersliep. Hij zoekt wraak doorheen het verhaal.
- Wendy: Wendy is de tweelingzus van Goldie. Eerst zit ze Marv achterna, omdat ze hem verdenkt. Later helpt ze Marv de echte moordenaar te vinden.
- Nancy Callahan: Nancy is in eerste instantie een elfjarig meisje op wie de sadistische seriemoordenaar Roark Junior het heeft voorzien. Acht jaar later is zij een van de exotische danseressen in Kadie's Bar.
- Gail: Gail is de leidster van de vrouwen die de scepter zwaaien in Old Town. Niemand komt in of verlaat deze regio van de stad zonder Gails goedvinden. Ze heeft haar hart verpand aan Dwight McCarthy, maar dat is niet wederzijds.
- Miho: Miho is de rechterhand van Gail. Zij spreekt nooit en doet voornamelijk dienst als huurmoordenares. Ze is bedreven in gevechtskunsten en gebruikt voornamelijk traditioneel ninja-wapentuig.

## Uitgaven

### Engelstalig
De herdrukte Engelstalige bundels hebben de volgende titels:
- The Hard Goodbye
- A Dame to Kill for
- The Big Fat Kill
- That Yellow Bastard (won de Eisner Award voor beste grafische album in herdruk 1998)
- Family Values
- Booze, Broads & Bullets
- Hell and Back

Ook verscheen er tegelijkertijd een hardcover met tekenwerk van Frank Miller op groot formaat, getiteld The Art of Sin City.

### Vertalingen in het Nederlands
- Een wreed vaarwel
- Een moordvrouw
- De grote vuile moord
- Die gele klootzak

## Verfilmingen
- Sin City (2005) door Frank Miller en Robert Rodriguez
- Sin City: A Dame to Kill For (2014) door Frank Miller en Robert Rodriguez